# Дакоста, Яя
Яя Дакоста (англ. Yaya DaCosta, род. 15 ноября 1982) — американская актриса и фотомодель.

## Биография
Дакоста родилась в Гарлеме, Нью-Йорк. В 2004 году она заняла второе место в третьем сезоне реалити-шоу Топ-модель по-американски, а в последующие годы переквалифицировалась в актрису, дебютировав на большом экране с главной женской ролью в фильме «Держи ритм» (2006).
Дакоста имела роли второго плана в нескольких фильмах, включая «Посланник», «Детки в порядке» и «Дворецкий». На телевидении она имела второстепенную роль в дневной мыльной опере «Все мои дети», а затем играла дочь персонажа Ванессы Уильямс в сериале «Дурнушка». Также она появилась в «Закон и порядок: Специальный корпус», «Армейские жёны», «Следствие по телу» и «Доктор Хаус». В 2012 году она вышла замуж за режиссёра Джошуа Алафия и вскоре родила ребёнка. В декабре 2014 года они расстались.
В 2014 году Дакоста получила роль Уитни Хьюстон в биографическом телефильме канала Lifetime «Уитни», который стал режиссёрским дебютом Анджелы Бассетт. Это привело её к ролям в кинофильмах «Болден!» и «Славные парни». После прорыва с ролью в «Уитни», Дакоста получила несколько предложений в рамках пилотного сезона 2015 года. Из них она выбрала центральную роль в спин-оффе сериала NBC «Пожарные Чикаго» — «Медики Чикаго».

## Фильмография

### Фильмы
| Год  | Название на русском | Название на английском | Роль             | Примечания |
| ---- | ------------------- | ---------------------- | ---------------- | --- |
| 2006 | Держи ритм          | Take the Lead          | Лоретт           | Номинация — Teen Choice Award за лучший прорыв года |
| 2007 | Бар «Медонос»       | Honeydripper           | Чина Долл        | Номинация — Black Reel Award за лучший актёрский состав |
| 2008 | Беги, Ванесса, беги | Racing for Time        | Ванесса          | Телевизионный фильм |
| 2009 | Посланник           | The Messenger          | Моника Вашингтон | |
| 2010 | Детки в порядке     | The Kids Are All Right | Таня             | Номинация — Black Reel Award за лучший прорыв года Номинация — Critics’ Choice Movie Award за лучший актёрский состав Номинация — Gotham Award за лучший актёрский состав Номинация — Central Ohio Film Critics Association за лучший актёрский состав Номинация — Acapulco Black Film Festival за лучший актёрский состав Номинация — Phoenix Film Critics Society Award за лучший актёрский состав Номинация — Washington DC Area Film Critics Association Award за лучший актёрский состав |
| 2010 | Трон: Наследие      | TRON: Legacy           | Сирена           | |
| 2011 | Время               | In Time                | Грета            | |
| 2011 | Полный абзац        | Whole Lotta Sole       | Софи             | |
| 2011 |                     | Shanghai Hotel         | Кендра           | |
| 2013 | Мать Джорджа        | Mother of George       | Сэди Бакари      | |
| 2013 | Громкие слова       | Big Words              | Энни             | |
| 2013 | Дворецкий           | The Butler             | Кэрол Хэмми      | |
| 2014 | А вот и она         | And So It Goes         | Кеннеди          | |
| 2015 | Уитни               | Whitney                | Уитни Хьюстон    | Телевизионный фильм |
| 2015 | Болден!             | Bolden!                |                  | |
| 2016 | Славные парни       | The Nice Guys          |                  | |

### Телевидение
| Год         | Название на русском                 | Название на английском            | Роль             | Примечания                                   |
| ----------- | ----------------------------------- | --------------------------------- | ---------------- | -------------------------------------------- |
| 2005        | Ив                                  | Eve                               | Миссис Дженкинс  | Эпизод: «Prom Night»                         |
| 2008        | Все мои дети                        | All My Children                   | Кассандра Фостер | Дневная мыльная опера                        |
| 2009        | Дурнушка                            | Ugly Betty                        | Нико Слейтер     | 7 эпизодов                                   |
| 2009        | Закон и порядок: Специальный корпус | Law & Order: Special Victims Unit | Одрина           | Эпизод: «Anchor»                             |
| 2010        | Милосердие                          | Mercy                             | Брук Салливан    | Эпизод: «There Is No Room for You on My Ass» |
| 2010        | Армейские жёны                      | Army Wives                        | Эмбер Стилс      | Эпизод: «AWOL»                               |
| 2011        |                                     | Weekends at Bellevue              | Ванесса          | Пилот                                        |
| 2011        | Следствие по телу                   | Body of Proof                     | Холли Беннетт    | Эпизод: «Helping Hand»                       |
| 2011—2012   | Доктор Хаус                         | House                             | Анита            | 2 эпизода                                    |
| 2012        |                                     | Dark Horse                        | Эми              | Пилот                                        |
| 2014        | Помнить всё                         | Unforgettable                     | Молли            | Эпизод: «Cashing Out»                        |
| 2015        | Пожарные Чикаго                     | Chicago Fire                      | Эйприл Секстон   | Второстепенная роль                          |
| 2015 — 2022 | Медики Чикаго                       | Chicago Med                       | Эйприл Секстон   | Регулярная роль                              |